# Grad Fahrenheit

Länder som använder Fahrenheit-skalan.
Länder som använder både Fahrenheit-skalan och Celsius-skalan.
Länder som använder Celsius-skalan.

Grad Fahrenheit (°F) är en temperaturenhet, introducerad och namngiven år 1724 efter den tyske fysikern Daniel Gabriel Fahrenheit. På Fahrenheits temperaturskala är vattnets fryspunkt 32 °F och kokpunkten 212 °F. Därav följer att en grad Fahrenheit är detsamma som fem niondels (⁵⁄₉) kelvin eller grad Celsius. 
Utgångspunkten var egentligen att 0 och 100 skulle motsvara de lägsta och högsta temperaturerna som förekom i Fahrenheits hemländer, norra Tyskland och Nederländerna. Ursprungligen var 0 °F den lägsta temperaturen man kunde åstadkomma artificiellt, vilket man kunde uppnå genom att blanda isvatten och saltlag, −18 °C. 96 °F (≈ 35,6 °C) var normal kroppstemperatur, som Fahrenheit använde för att kalibrera skalan. Temperaturskalan delades sedan upp i 12 delar som sedan ytterligare delades i åtta, vilket gav 96 steg.
Temperaturenheten °F är den dominerande i USA. Endast i sjukvården (utom primärvården) samt i vetenskapliga sammanhang är °C respektive K dominerande där. Meteorologer använder °C i sina beräkningar och utbyte av väderdata mellan vädertjänster, men det konverteras till °F i information till allmänheten. I Storbritannien och Kanada är Celsius dominerande men en del tidningar och termometrar redovisar också Fahrenheit. Övriga engelskspråkiga länder har helt gått över till Celsius.
För att konvertera mellan enheterna kan följande samband användas:
{\displaystyle T_{{\text{°}}\!F}={\tfrac {9}{5}}\,T_{{\text{°}}\!C}+32}
{\displaystyle T_{{\text{°}}\!C}={\tfrac {5}{9}}\,(T_{{\text{°}}\!F}-32)}
Fahrenheitskalan kan även relateras till absoluta nollpunkten, och skalan kallas då Rankine (°Ra): 
{\displaystyle T_{{\text{°}}\!Ra}=T_{{\text{°}}\!F}+459,67}